# مزیت رقابتی
مزیت رقابتی (به انگلیسی: Competitive advantage) شامل مجموعه عوامل یا توانمندی‌هایی است که همواره شرکت را به نشان دادن عملکردی بهتر از رقبا قادر می‌سازد. مزیت رقابتی وقتی رخ می‌دهد که یک شرکت در شاخصه‌ای یا ترکیبی از شاخصه‌ها به پیشرفتها و توسعه‌ها و قابلیتهایی می‌رسد که نسبت به رقبا برتری پیدا می‌کند. مانند دسترسی به منابع طبیعی، یا نیروی انسانی بسیار متخصص، تکنولوژیهای صنعتی یا اطلاعاتی و …
مزیت رقابتی، میزان فزونی جذابیت پیشنهادهای شرکت از نظر مشتریان در مقایسه با رقبا است. مزیت رقابتی، تمایز در ویژگی‌ها یا ابعاد می‌باشد که آن را قادر به ارائه خدمات بهتر از رقبا به مشتریان می‌کند، در کل مزیت رقابتی، ارزشی است که سازمان به مشتریان خود عرضه می‌کند، به نحوی که در آن زمان این ارزش توسط رقبای بالقوه و بالفعل عرضه نمی‌شود

یک شرکت یا بنگاه برای این که دارای مزیت رقابتی باشد باید دارای ۴ ویژگی زیر باشد:
- با ارزش باشد
- کمیاب باشد
- غیرقابل تقلید باشد
- غیرقابل جانشین باشد